# Arne Almroth
Bo Arne Almroth, född 3 februari 1959 i Katarina församling i Stockholm, är en svensk dirigent, musikchef och musikproducent från Stockholm.  
Almroth är utbildad vid Kungliga Musikhögskolan i Stockholm och University of Houston. Efter studier under Eric Ericson fortsatte han arbeta nära honom och hans ensembler Eric Ericsons Kammarkör och Radiokören under en lång följd av år.
Under många år var han kormästare och dirigent vid de årliga Stiklestadspelen där han ledde ett stort antal konserter. Han har dirigerat bland andra Trondheims Symfoniorkester, Gävle Symfoniorkester och Nordiska Kammarorkestern. och har också dirigerat vid Dalhalla Opera. Hans uppsättning av Daniel Catáns Rappaccini's Daughter vid Moores Opera i Houston utsågs till bästa operaproduktion 2015 av National Opera Association. Förutom hans engagemang i Skandinavien och USA har han även dirigerat i Hongkong och Guangzhou i Kina. 
Som musikproducent har Arne Almroth bland annat producerat Eric Ericsons inspelningar av Bachs oratorier. Han har också producerat Ann Hallenbergs och Fabio Biondis prisvinnande CD "Arias for Marietta Marcolini" (Naïve, Diapason d´Or 2012) samt vunnit en guldskiva för Håkan Hagegårds "Jul med Håkan Hagegård" (Nordic Artist/TV4 1997). 
Arne Almroth har också varit chef för den klassiska repertoaren inom svenska EMI Classics, orkesterchef på NorrlandsOperan, rektor på kulturskolorna i Skellefteå, Värmdö och Sundsvall samt Artistic Director för Stavanger Symfoniorkester. Han arbetar 2022 som kulturskolechef i Nynäshamn.
Han är son till flöjtisten, pianisten, dirigenten och kompositören Knut Almroth och Ester Almroth, sånglärare och musikadministratör. Han gifte sig 1984 med Kerstin Littke, född Sinnö 1958, och är far till bland andra operasångerskan Sofie Almroth (född 1985). Äktenskapet upplöstes 2010.